# Arquebisbat de Ravenna-Cervia

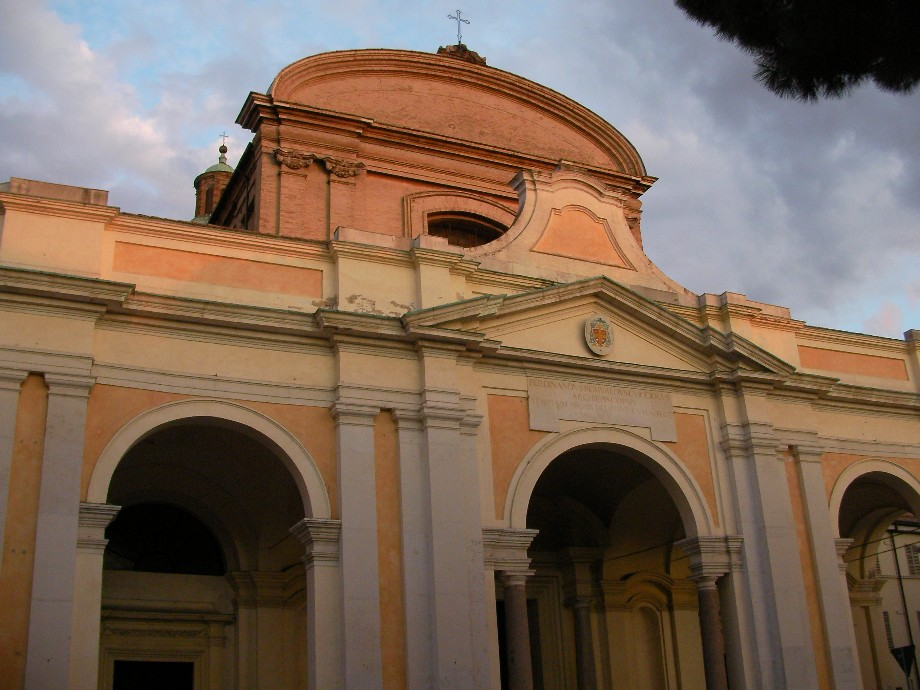
Façana de la catedral de Ravenna, sede del arquebisbat de Ravenna

L'arquebisbat de Ravenna-Cervia (italià: Arquebisbat de Ravenna-Cervia; llatí: Archidioecesis Ravennatensis-Cerviensis) és una seu metropolitana de l'Església catòlica, que pertany a la regió eclesiàstica Emília-Romanya. El 2010 tenia 200.000 batejats d'un total de 223.121 habitants. Actualment està regida per l'arquebisbe Lorenzo Ghizzoni. Va tenir molta importància a l'edat mitjana.
Els patrons són sant Apol·linar de Ravenna i sant Paternià.
L'arquebisbat de Ravenna és una jurisdicció eclesiàstica d'Itàlia amb seu a la ciutat de Ravenna, que

## Territori
El territori de l'arxidiòcesi s'estén sobre dos terços de la superfície de la província de Ravenna i un terç de la província de Ferrara. A la província de Ravenna comprèn el territori corresponent als municipis de Ravenna i Cervia i la part de Lavezzola (Conselice); mentre que a Ferrara comprèn el territori dels municipis d'Argenta e Portomaggiore. La part de Filo i Longastrio, que l'administració de l'Estat divideix per la meitat entre les províncies de Ravenna i Ferrara, pertany íntegrament a l'arxidiòcesi de Ravenna.
La seu arxiepiscopal es troba a la ciutat de Ravenna, on es troba la catedral de la Resurrecció del Senyor. A Cervia hi ha la cocatedral de Santa Maria Assumpta.
El territori està dividit en 89 parròquies, agrupades en 8 arxiprestats:
- Ravenna (urbà)
- Classe (suburbà)
- Marina di Ravenna
- Mezzano
- Campiano
- Cervia
- Argenta
- Portomaggiore

### Província eclesiàstica
La província eclesiàstica di Ravenna-Cervia comprèn les següents diòcesis sufragànies:
- diòcesi de Cesena-Sarsina,
- diòcesi de Forlì-Bertinoro,
- diòcesi de Rímini,
- diòcesi de San Marino-Montefeltro.

## Història
Segons la tradició local l'església de Ravenna fou fundada per Sant Pere que va nomenar primer bisbe a sant Apol·linar martiritzat sota l'emperador Neró. Aquestes històries es van difondre segurament en temps del bisbe Maurus (642 - 671) que tenia aspiracions autocràtiques. L'arqueologia no obstant ha comprovar l'existència de restes cristianes del segle ii.
El bisbe Marianus (546 - 556) va compilar la llista de bisbes i apareix com a dotzè bisbe Severus que signa les actes del Concili de Sàrdica del 343. Sant Apol·linar hauria estat bisbe no al segle i sinó al segle iii, potser fins i tot a finals del segle ii. Apol·linar segurament hauria estat màrtir sota Septimi Sever i no sota Neró.
Un bisbe destacat fou Joannes Angeloptes (430 - 433) que va rebre de Gal·la Placídia els drets de metropolità de 14 ciutats d'Emília i Flamínia; també destaquen sant Pere Crisòleg (433 - 449) antic ardiaca d'Imola; Ecclesius (521 - 534) enfrontat al clergue de la diòcesi, Joan V (575 - 595) molt aficionat a la pompa al que el Papa va cridar l'atenció; i el seu successor Mariniano (606) company del Papa quan ambdós eren monjos al monestir de Sant'Andrea.
Maurus va obtenir un privilegi d'autonomia de l'emperador Constanci II que era monoteleta i, per tant, oposat al Papa, i es va enfrontar a l'autoritat del Pontifex. El seu successor Reparatus (671 - 677) no va anar a Roma per ser consagrat. Probablement fou el seu successor Teodor (677 - 688) qui va restablir la unió amb Roma i va estar al Concili d'Agathe el 680, però no fou apreciat pel clero de la seva diòcesi perquè havia suprimit els abusos que feien. El van seguir Sant Damià (688-705) i Sant Fèlix (705 - 723). Justinià II va acusar aquests arquebisbes de participar en la conspiració que el va allunyar temporalment del tron (695) i va enviar una expedició que va capturar a Fèlix (706) i el va portar a Constantinoble des on fou enviat al Pont, però fou alliberat per Filípic Bardanos el 712.
El bisbe Sergi (749 - 769) es va oposar a la iconoclàstia. Jordi (835 - 846) va anar a França buscant suport per a més autonomia però fou empresonat per Carles i Lluís II en guerra en aquell moment (835) amb Lotari I i amb prou feines va poder tornar a Ravenna.
Joan X (850 - 878) que es va enfrontar al clergat de la diòcesi al consagrar bisbes contra el consells i desitjos d'aquests, i provocant fortes despeses en la visita anyal que feia a cada diòcesi; finalment el fets van arribar a orelles del papa Nicolau I que li va cridar l'atenció però es va negar a obeir, i el Papa va anar en persona a Ravenna on va quedar convençut de la general hostilitat contra el bisbe, que va haver de comparèixer davant un concili (861); però més tard encara va seguir intrigant contra el Papa amb els bisbes de Trèveris i Colònia. Va fundar el monestir d'Isola Palazziola.
Romanus (878 - 888) fou també desafecte a la Santa Seu; Joan XII (905) va esdevenir el Papa Joan X. Pere VI (927 - 971) va haver de protegir la propietat de l'església en dos sínodes; Gerbert (998 - 999) va esdevenir el papa Silvestre II; amb Lleó II (999-1001) l'escriptor Vilgardus fou condemnat per heretgia.
Arnoldus (1014-19) fou germà de l'emperador Enric II, que va donar als arquebisbes sobirania temporal sobre Ravenna, Bolonya, Imola, Faenza, i Cervia, sense esmentar els drets sobirans del papa; Gebhardus (1027-44) segons Sant Pere Damià fou un home corrupte en línia a lo que era corrent a l'època; Humfredus (1046-1051) que havia estat canceller d'Enric II, i sota el seu govern va esclatar el conflicte per la preeminència entre els arquebisbes de Milà i de Ravenna en la delegació enviada a Alemanya per la coronació d'Enric III. Enric o Joan Enric (1051-1072), que havia estat vicecanceller d'Enric III era igualment del partit imperial i oposat al Papa com el seu antecessor, i va afavorir a l'antipapa Cadalous.
Guibertus Correggio (1073-1100) que havia estat canceller d'Enric IV, va ser elegit antipapa (1080) amb el nom de Climent III, en oposició a Gregori VII que l'havia excomunicat el 1076; va morir el 1100 però els antibisbes van romandre al front de Ravenna fins al 1118, anys en què Petrus Onesti va fundar la congregació dels canons regulars de Santa Maria in Portu.
El bisbe Anselmus (1155 - 1158), abans bisbe d'Havelberg, fou famós per la seva ambaixada a Constantinoble i pels seus polèmics treballs contra els grecs. Guiu de Biandrate (1158 - 1169) va afavorir el cisma de Barba-roja que fou el seu protector. Gerard (1170-1190) va viure el conflicte entre els monjos de Classis i els de San Martino pel cos de Sant Apol·linar, que tenien els primers però reclamaven els segons, ja que segons ells havia estat mogut per les incursions dels sarraïns i mai retornat.
Filipo o Filip Fontana (1243 - 1270) va predicar la corada contra Enzelino i a la seva mort la seu va quedar vacant uns anys fins que Gregori X va nomenar a Bonifaci Fieschi (1274 - 1294) amb el qual els Polentani van prendre el poder el 1275.
Sant Rinald Concoreggi (1303-1321) va restaurar la vida cristiana i va dirigir sis sínodes provincials. El bisbe Rinald Polentani (1322) fou assassinat per son germà Ostasi abans de ser confirmat. Fortuniero Vaselli (1342 - 1347) va fer una croada contra els Ordelaffi de Forli i els Manfredi de Faenza, i va negociar la pau entre Venècia i Gènova.
Pileo de Prata (1370 - 1387 fou fet cardenal per Urbà VI, i enviat com a legat pontifici a Alemanya i Hongria als sobirans dels quals va retornar a l'obediència del Papa. Cosmo Migliorati (1387 - 1400) va esdevenir papa amb el nom d'Innocenci VII, i va designar successor com a bisbe al seu nebot Giovanni Migliorati (1400 - 1410) al que va fer cardenal.
Roverella (1445 - 1476), fou més tard cardenal, home de gran erudició que fou enviat sovint com a legat del papa a Anglaterra i altres llocs. Pietro Accolti (1524 - 1532) fou professor dels canons de la llei a Pisa i secretari de Juli II. Benedetto Accolti (1532 - 1549) famós home de lletres i historiador fou empresonat pel papa Pau III per raons desconegudes; el 1531 el sacerdot Gerolamo Maluselli va establir la congregació del Bon Jesús.
El cardenal Guilio della Rovere (1565 - 1578) va fer reformes eclesiàstiques considerades de mèrit i va dirigir sínodes provincials i diocesans; el cardenal Cristòfor Boncampagni (1578 - 1603), Pietro Aldobrandini (1604 - 1621) i Luigi Capponi (1621 - 1645) van seguir la seva obra i al darrer es deuen les pintures de la catedral. Maffeo Farsetti (1727 - 1741) va restaurar la catedral.
Durant l'època revolucionaria Antoni Codronchi (1785 - 1826) va demostrar fermesa i prudència alhora. El cardenal Enric Orfei (1860 - 1870) va tardar dos anys a prendre possessió de la seu per l'oposició del nou govern italià.
Modernament Bertinoro, Cesena, Forli, Rímini i Sarsina són bisbats sufraganis de Ravenna; Cervia fou incorporada a Ravenna el 1909 i va deixar de ser bisbat. De Ravenna van dependre les províncies eclesiàstiques de Mòdena (fins al 1106), Bolonya (fins al 1585), Ferrara (fins al 1735). L'arquebisbat té 64 parròquies.

## Episcopologi

### Arquebisbes de Ravenna
La cronologia dels bisbes de Ravenna és incerta durant els primers segles; la tradició vol que s'obri amb sant Apol·linar, evangelitzador i patró de l'Emília-Romanya, que hauria patit martiri a Classe al 46. El primer testimoni d'una sèrie episcopal de Ravenna és molt antiga, i es remunta al segle ix, i és atribuïda a l'historiador Agnello, i és anomenada pels historiadors Codex pontificalis ecclesiae ravennatis oppure Liber pontificalis ecclesiae ravennatis.
- Sant Apol·linar †
- Aderito †
- Eleucadio †
- Marciano †
- Calogero †
- Procolo †
- Probo I †
- Dàtus †
- Liberio I †
- Agapito †
- Marcellino †
- Sant Severo † (vers 308 - 344/346)
- Liberio II †
- Probo II †
- Fiorenzo †
- Liberio III † (vers 380 - ?)
- Sant Orso † (399 - 412)
- Sant Pietro I Crisologo † (433 - 450)
- Neone † (451 - vers 468)
- SantEsuperanzio † (vers 468 - maig de 477 mort)
- Giovanni I Angelopte † (de juliol de 477 - 5 de juny de 494 mort)
- Pietro II † (15 de setembre de 494 - 519 mort)
  - Uvimundo † (citat el 514 vers) (bisbe arrià)
- Celio Aureliano † (519 - 26 de maig de 521 mort)
- Celio Ecclesio † (de febrer de 522 - 27 de juliol de 532/533 mort)
- Sant Ursicino † (de febrer de 533 - 5 de setembre de 536 mort)
- Vittore † (538 - 15 de febrer de 545 o 546 mort)
- Massimiano † (14 d'octubre de 546 - 22 de febrer de 556 mort)
- Agnello † (22 de juny de 556 - 1 d'agost de 569 o 570 mort)
- Pietro III † (de setembre de 569 o 570 - 17 d'agost de 578 mort)
- Giovanni II † (4 de desembre de 578 - 11 de gener de 595 mort)
- Mariniano † (inicis de 5 de juliol de 595 - 23 d'octubre o novembre de 606 mort)
- Giovanni III † (607 - 22 d'agost de 625 mort)
- Giovanni IV † (625 - 631)
- Bono † (631 - 25 d'agost de 642 mort)
- Mauro † (de desembre de 642 - octubre de 671 mort)
- Reparato † (octubre de 671 - 30 de juny de 677 mort)
- Teodoro † (setembre de 677 - 18 de gener de 691 mort)
- Damiano † (febrer de 692 - 13 de maig de 708 mort)
- Sant Felice † (31 de març de 709 - 25 de novembre de 725 mort)
- Giovanni V † (726 - 744)
- Sergio † (744 - 25 d'agost de 769 mort)
  - Michele † (antibisbe)
- Leone I † (770 - 14 de febrer de 777 mort)
- Giovanni VI † (777 - 784)
- Grazioso † (784 - 23 de febrer de 789 mort)
- Sant Valerio † (789 - 15 de març de 810 mort)
- Martino † (de juny de 810 - 10 de novembre de 818 mort)
- Petronace † (inicis de 19 de juliol de 819 - 13 de març de 837 mort)
- Giorgio † (inicis d'1 de maig de 838 - 20 de gener de 846 mort)
- Deusdedit † (846 – finals de 849)
- Giovanni VII † (inicis de d'abril de 850 - finals de 878 mort)
- Romano di Calcinaria † (d'octubre de 878 - finals de 888 mort)
- Domenico Ublatella † (finals de 889 - finals de 897 mort)
- Giovanni VIII Kailone † (inizio 898 - finals de 904)
- Giovanni IX da Tossignano † (finals de 904 - març de 914, elegit papa amb el nom de Joan X)
- Costantino † (de juny de 914 - finals de 926 mort)
- Pietro IV † (927 - d'abril de 971 renuncià)
- Onesto II † (971 - 983 mort)
- Sant Giovanni da Besate † (meitat del 983 - finals de l'8 d'abril de 998 renuncià)
- Gerberto da Aurillac † (inicis de 28 d'abril de 998 - 2 d'abril de 999 elegit papa amb el nom de Silvestre II)
- Leone II, O.S.B. † (999 - 1001 renuncià)
- Federico † (tardor 1001 - 1004 mort)
- Etelberto † (1004 - 21 de gener de 1014)[2]
- Arnoldo di Sassonia † (21 de gener de 1014 - 17 de novembre de 1019 mort)
- Eriberto † (1019 - inici 1027 mort)
- Gebeardo da Eichstätt † (de maig de 1027 - 16 de febrer de 1044 mort)
  - Witgero † (de maig de 1044 - maig de 1046) (antibisbe)
- Unfrido da Embrach † (d'octubre de 1046 - 23 d'agost de 1051 mort)
- Enrico † (primera meitat del 1052 - 1 de gener de 1072 mort)
- Guibert de Ravenna † (juliol de 1072 - 8 de setembre de 1100 mort; des del 1080 antipapa amb el nom de Climent III)
- Ottone Boccatorta † (1100 - 1110)
- Geremia † (1110 - 1117)
- Gualtiero † (7 d'agost de 1118 - 13 de febrer de 1144 mort)
- Mosè da Vercelli † (de juny de 1144 - 26 d'octubre de 1154 mort)
- Anselmo da Havelberg † (de maig de 1155 - 12 d'agost de 1158 mort)
- Guido di Biandrate † (de febrer de 1159 - 9 de juliol de 1169 mort)
- Gerardo † (1169 - 1190 mort)
- Guglielmo di Cabriano † (11 de febrer de 1191 - 1201 mort)
- Alberto Oselletti † (10 de març de 1202 - gener de 1207 mort)
- Egidio de Garzoni † (16 d'abril de 1207 - d'octubre de 1208 mort)
- Ubaldo † (21 de desembre de 1208 - 21 de març de 1216)
- Picinino † (de març de 1216 - estate 1216)
- Simeone † (5 de març de 1217 - 31 de maig de 1228 mort)
- Teodorico † (de juliol de 1228 - 28 de desembre de 1249 mort)
- Filippo Fontana † (5 d'abril de 1250 - 18 de setembre de 1270 mort)
- Bonifacio Fieschi, O.P. † (4 de setembre de 1275 - 24 de desembre de 1294 mort)
- Obizzo Sanvitale † (23 de juliol de 1295 - 30 d'octubre de 1303 mort)
- Beato Rinaldo da Concorezzo † (19 de novembre de 1303 - 18 d'agost de 1321 mort)
  - Rinaldo da Polenta † (1321 - 1322 mort) (bisbe electe)[3]
- Aimerico di Castel Lucio (Aymeric de Chalus) † (24 de setembre de 1322 - 13 de maig de 1332 nomenat bisbe de Chartres)
- Guido de Roberti † (27 de juny de 1332 - setembre de 1333 mort)
- Francesco Michiel † (14 d'octubre de 1333 - inicis de 25 de setembre de 1342 nomenat arquebisbe de Creta)
- Nicola Canal † (25 de setembre de 1342 - 23 de maig de 1347 nomenat arquebisbe de Patrasso)
- Fortanier de Vassal, O.F.M. † (24 d'octubre de 1347 - 20 de maig de 1351 nomenat patriarca de Grado)
  - Fortanier de Vassal, O.F.M. † (20 de maig de 1351 - 16 d'octubre de 1361 mort) (administrador apostòlic)
- Petrocino Casalesco, O.S.B. † (26 d'abril de 1362 - 1369 mort)
- Pietro Pileo da Prata † (23 de gener de 1370 - 1387 deposat)
  - Ludovico di Casale † (vers 1380 - vers 1389 mort) (antibisbe)
- Cosimo dei Migliorati † (4 de novembre de 1387 - 19 de juny de 1389 nomenat bisbe de Bolonya)
  - Cosimo dei Migliorati † (19 de juny de 1389 - 15 de setembre de 1400 renuncià) (administrador apostòlic)
- Giovanni Migliorati † (15 de setembre de 1400 - 16 d'octubre de 1410 mort)
- Tommaso Perendoli † (2 de gener de 1411 - 20 d'octubre de 1445 mort)
- Bartolomeo Roverella † (26 de setembre de 1445 - 9 de gener de 1475 renuncià)
- Filiasio Roverella † (9 de gener de 1475 - 1516 renuncià)
- Niccolò Fieschi † (1516 - novembre de 1517 renuncià)
- Urbano Fieschi † (4 de novembre de 1517 - 23 de gener de 1524 mort)
  - Pietro Accolti † (15 de juny de 1524 - agost de 1524 renuncià) (administrador apostòlic)
- Benedetto Accolti † (17 d'agost de 1524 - 21 de setembre de 1549 mort)
- Ranuccio Farnese, O.S.Io.Hieros. † (11 d'octubre de 1549 - 28 d'abril de 1564 nomenat bisbe de Bolonya)
  - Giulio della Rovere † (6 de març de 1566 - 3 de setembre de 1578 mort) (administrador apostòlic)
- Cristoforo Boncompagni † (15 d'octubre de 1578 - 3 d'octubre de 1603 mort)
- Pietro Aldobrandini † (13 de setembre de 1604 - 10 de febrer de 1621 mort)
- Luigi Capponi (3 de març de 1621 - 1645 renuncià)
- Luca Torrigiani (18 de setembre de 1645 - 12 de desembre de 1669 mort)
- Paluzzo Paluzzi Altieri Degli Albertoni † (19 de maig de 1670 - inicis de 19 de febrer de 1674 renuncià)
- Fabio Guinigi † (19 de febrer de 1674 - 28 d'agost de 1691 mort)
- Raimondo Ferretti † (9 de gener de 1692 - 24 de març de 1719 mort)
- Girolamo Crispi † (16 de desembre de 1720 - 13 de març de 1727 renuncià)
- Maffeo Nicolò Farsetti † (17 de març de 1727 - 6 de febrer de 1741 mort)
- Ferdinando Romualdo Guiccioli † (5 d'abril de 1745 - 7 de novembre de 1763 mort)
- Niccolò Oddi † (20 de febrer de 1764 - 25 de maig de 1767 mort)
- Antonio Cantoni † (28 de setembre de 1767 - 2 de novembre de 1781 mort)
- Antonio Codronchi † (14 de febrer de 1785 - 22 de gener de 1826 mort)
- Chiarissimo Falconieri Mellini † (3 de juliol de 1826 - 22 d'agost de 1859 mort)
- Enrico Orfei † (23 de març de 1860 - 22 de desembre de 1870 mort)
- Vincenzo Moretti † (27 d'octubre de 1871 - 22 de setembre de 1879 renuncià)
- Giacomo Cattani † (22 de setembre de 1879 - 14 de febrer de 1887 mort)
- Sebastiano Galeati † (23 de maig de 1887 - 25 de gener de 1901 mort)
- Agostino Gaetano Riboldi † (15 d'abril de 1901 - 25 d'abril de 1902 mort)
- Sant Guido Maria Conforti † (9 de juny de 1902 - 12 d'octubre de 1904 renuncià)
- Pasquale Morganti † (14 de novembre de 1904 - 18 de desembre de 1921 mort)
- Antonio Lega † (18 de desembre de 1921 - 16 de novembre de 1946 mort)

### Bisbes de Cervia
- Sant Geronzio † (citat el 501)
- Severo † (inicis de juliol de 591 - finals de juny de 599)
- Bono I † (citat el 649)
- Sergio † (citat el 769)
- Lucido † (citat el 855)
- Giovanni I † (inicis de novembre de 861 - finals de juliol de 881)
- Stefano † (inicis de novembre de 967 - finals de maig de 969)
- Leone † (inicis de maig de 998 - finals desembre de 1029)
- Giovanni II † (inicis de maig de 1031 - finals de març de 1053)
- Bono II † (inicis de juliol de 1059 - finals de novembre de 1069)
- Ildebrando † (citat al de setembre de 1073)
- Angelo † (inicis de 1081 - finals del 1082)
- Giovanni III † (inicis de juliol de 1109 - finals de d'abril de 1022)
- Pietro I † (inicis desembre de 1126 - finals de febrer de 1153)
- Manfredo † (citat el 1163)
- Alberto I † (1166 - 1173)
- Ugo † (1174 - finals de juny de 1175)
- Teobaldo † (inicis de d'octubre de 1187 - finals de maig de 1193)
- Alberto II † (inicis de maig de 1198 - finals de novembre de 1200)
- Simeone † (inicis de maig de 1204 - 5 de març de 1217 nomenat arquebisbe de Ravenna)
- Rustico † (inicis de març de 1219 - finals desembre de 1226)
- Giovanni IV † (inicis desembre de 1229 - finals de juny de 1247)
- Giacomo † (inicis desembre de 1254 - 1257 renuncià)
- Ubaldo † (27 de juny de 1257 - ?)
- Giovanni V † (inicis de març de 1261 - 1264)
  - Sede vacante (1264-1266)
- Tommaso † (9 de juny de 1266 - 1270 mort)
- Teodorico de' Borgognoni, O.P. † (1270 - 24 desembre de 1298 mort)
- Antonio, O.F.M. † (6 d'abril de 1299 - finals de d'abril de 1304)
- Matteo † (inicis de maig de 1307 - 1317)
- Guido Gennari † (16 de juliol de 1317 - ?)
- Francesco † (1320 - 1324 mort)
- Geraldo † (16 de juliol de 1324 - 1329 mort)
- Esuperanzio Lambertazzi † (11 d'octubre de 1329 - 1342 mort)
- Guadagno de' Majoli, O.F.M. † (26 de juny de 1342 - ? mort)
- Giovanni Piacentini † (8 de març de 1364 - 23 de gener de 1370 nomenat bisbe de Pàdua)
- Bernardo Guasconi, O.F.M. † (29 de març de 1370 - ? mort)
- Astorgio de Brason † (27 de novembre de 1374 - ?)
- Giovanni Vivenzi, O.E.S.A. † (1381 - 1382 ? mort)
  - Guglielmo Alidosi † (5 d'abril de 1382 - 19 d'abril de 1382 nomenat bisbe de Rimini) (bisbe electe)
- Giovanni VI † (1383 - ? mort)
  - Garcias Menéndez, O.F.M. † (vers 1388 - 11 de febrer de 1393 nomenat bisbe de Baiona) (administrador apostòlic)
- Pino degli Ordelaffi † (9 de març de 1394 - 1402 mort)
- Paolo † (8 de març de 1402 - 1431 mort)
  - Mainardino † (2 d'abril de 1414 - 21 de novembre de 1431 nomenat bisbe de Comacchio) (antibisbe)
- Cristoforo da San Marcello † (2 de maig de 1431 - 21 de novembre de 1435 nomenat bisbe de Rimini)
  - Antonio Correr, C.R.S.G.A. † (novembre de 1435 - 1440 renuncià) (administrador apostòlic)
  - Pietro Barbo † (1 de juliol de 1440 - 10 de juny de 1451 renuncià) (administrador apostòlic)
  - Isidoro de Kíev † (19 de juny de 1451 - 15 de març de 1455 renuncià) (administrador apostòlic)
- Francesco Porzi, O.P. † (15 de març de 1455 - 1474 ? mort)
- Achille Marescotti † (9 de gener de 1475 - 21 de novembre de 1485 mort)
- Tommaso Catanei, O.P. † (12 desembre de 1485 - 1513 renuncià)
- Pietro Fieschi † (23 de setembre de 1513 - 1525 mort)
  - Paolo Emilio Cesi † (1525 - 23 de març de 1528 renuncià) (administrador apostòlic)
- Ottavio Cesi † (23 de març de 1528 - 1534 mort)
  - Paolo Emilio Cesi † (1534 - 1534 renuncià) (administrador apostòlic, per segon cop)
- Giovanni Andrea Cesi † (13 de novembre de 1534 - 11 de març de 1545 nomenat bisbe de Todi)
- Scipione Santacroce † (23 de març de 1545 - 1576 renuncià)
- Ottavio Santacroce † (18 de juliol de 1576 - desembre de 1581 mort)
- Lorenzo Campeggi † (8 de gener de 1582 - 6 de novembre de 1585 mort)
- Decio Azzolini † (15 de novembre de 1585 - 9 d'octubre de 1587 mort)
- Annibale de Paoli † (12 d'octubre de 1587 - ? mort)
- Alfonso Visconti † (8 de febrer de 1591 - 10 de setembre de 1601 nomenat bisbe de Spoleto)
- Bonifazio Bevilacqua Aldobrandini † (10 de setembre de 1601 - 7 d'abril de 1627 mort)
- Gianfrancesco Guidi di Bagno † (17 de maig de 1627 - 16 d'abril de 1635 nomenat bisbe de Rieti)
- Francesco Maria Merlini † (17 de setembre de 1635 - novembre de 1644 mort)
- Pomponio Spreti † (8 de gener de 1646 - 15 de novembre de 1652 mort)
  - Sede vacante (1652-1655)
- Francesco Gheri † (31 de maig de 1655 - 1661 mort)
- Anselmo Dandini † (26 de juny de 1662 - desembre de 1664 mort)
- Gerolamo Santolini † (15 de juny de 1665 - març de 1667 mort)
- Gianfrancesco Riccamonti, O.S.B. † (9 d'abril de 1668 - 17 d'abril de 1707 mort)
- Camillo Spreti † (15 d'abril de 1709 - gener de 1727 mort)
- Gaspare Pizzolanti, O.Carm. † (25 de juny de 1727 - 31 desembre de 1765 mort)
- Giambattista Donati † (2 de juny de 1766 - 1792 mort)
  - Sede vacante (1792-1795)
- Bonaventura Gazola, O.F.M.Ref. † (1 de juny de 1795 - 21 de febrer de 1820 nomenat bisbe de Montefiascone e Corneto)
- Crespino Giuseppe Mazzotti † (21 de febrer de 1820 - 2 de novembre de 1825 mort)
- Ignazio Giovanni Cadolini † (3 de juliol de 1826 - 30 de setembre de 1831 nomenat bisbe de Foligno)
- Mariano Baldassarre Medici, O.P. † (17 desembre de 1832 - 1 d'octubre de 1833 mort)
- Innocenzo Castracane degli Antelminelli † (20 de gener de 1834 - 12 de febrer de 1838 nomenat bisbe de Cesena)
- Gaetano Balletti † (12 de febrer de 1838 - 11 de maig de 1842 mort)
- Gioacchino Tamburini † (22 de juliol de 1842 - 13 d'octubre de 1859 mort)
- Giovanni Monetti † (23 de març de 1860 - 15 de febrer de 1877 mort)
- Federico Foschi † (20 de març de 1877 - 7 d'octubre de 1908 mort)
- Pasquale Morganti † (7 de gener de 1909 - 18 desembre de 1921 mort)
- Antonio Lega † (18 desembre de 1921 - 16 de novembre de 1946 mort)

### Arquebisbes de Ravenna i Cervia
- Giacomo Lercaro † (31 de gener de 1947 - 19 d'abril de 1952 nomenat arquebisbe de Bolonya)
- Egidio Negrin † (24 de maig de 1952 - 4 d'abril de 1956 nomenat bisbe de Treviso)
- Salvatore Baldassarri † (3 de maig de 1956 - 22 de novembre de 1975 renuncià)
- Ersilio Tonini † (22 de novembre de 1975 - 30 de setembre de 1986 nomenat arquebisbe de Ravenna-Cervia)

### Arquebisbes de Ravenna-Cervia
- Ersilio Tonini † (30 de setembre de 1986 - 27 d'octubre de 1990 jubilat)
- Luigi Amaducci † (27 d'octubre de 1990 - 9 de març de 2000 jubilat)
- Giuseppe Verucchi (9 de març de 2000 - 17 de novembre de 2012 jubilat)
- Lorenzo Ghizzoni, des del 17 de novembre de 2012

## Estadístiques
A finals del 2010, l'arxidiòcesi tenia 200.000 batejats sobre una població de 223.121 persones, equivalent al 89,6% del total.

| any  | població | població | població | sacerdots | sacerdots       | sacerdots       | sacerdots             | diaques | religiosos | religiosos | parroquies |
| ---- | -------- | -------- | -------- | --------- | --------------- | --------------- | --------------------- | ------- | ---------- | ---------- | ---------- |
| any  | batejats | total    | %        | total     | clergat secular | clergat regular | batejats por sacerdot | diaques | homes      | dones      |            |
| 1950 | 172.500  | 173.639  | 99,3     | 153       | 129             | 24              | 1.127                 |         | 24         | 320        | 74         |
| 1969 | ?        | 200.000  | ?        | 171       | 132             | 39              | ?                     |         | 49         | 503        | 77         |
| 1980 | 215.900  | 227.000  | 95,1     | 162       | 114             | 48              | 1.332                 |         | 51         | 450        | 88         |
| 1990 | 207.000  | 210.000  | 98,6     | 137       | 105             | 32              | 1.510                 | 4       | 40         | 334        | 86         |
| 1999 | 203.000  | 210.300  | 96,5     | 129       | 95              | 34              | 1.573                 | 5       | 43         | 256        | 89         |
| 2000 | 208.270  | 215.570  | 96,6     | 123       | 97              | 26              | 1.693                 | 5       | 35         | 237        | 89         |
| 2001 | 208.270  | 211.587  | 98,4     | 115       | 87              | 28              | 1.811                 | 5       | 32         | 230        | 89         |
| 2002 | 211.000  | 211.380  | 99,8     | 130       | 102             | 28              | 1.623                 | 5       | 32         | 230        | 89         |
| 2003 | 211.000  | 230.320  | 91,6     | 125       | 96              | 29              | 1.688                 | 3       | 34         | 210        | 89         |
| 2004 | 211.000  | 230.320  | 91,6     | 119       | 90              | 29              | 1.773                 | 4       | 34         | 235        | 89         |
| 2010 | 200.000  | 223.121  | 89,6     | 121       | 91              | 30              | 1.652                 | 6       | 35         | 164        | 89         |

### Per la seu de Ravenna
- Alessandro Testi Rasponi, Note marginali al “Liber Pontificalis” di Agnello ravennate, in Atti e memorie della regia deputazione di storia patria per le Provincie di Romagna, Terza serie, vol. XXVII, 1909, pp. 87–104 e 225-346 (italià)
- Andrea Agnello, Liber pontificalis ecclesiae ravennatis Arxivat 2015-07-10 a Wayback Machine. (italià)
- Storia Arxivat 2016-03-03 a Wayback Machine. e Cronologia Arxivat 2015-01-08 a Wayback Machine. de Ravenna (de la pàgina de l'arxidiòcesi) (italià)
- Francesco Lanzoni, Le diocesi d'Italia dalle origini al principio del secolo VII (an. 604), vol. II, Faenza 1927, pp. 723-767 (italià)
- R. Massigli, La création de la métropole ecclésiastique de Ravenne, in Mélanges d'archéologie et d'histoire, t. 31, 1911, pp. 277–290 (francès)
- Giuseppe Cappelletti, Le Chiese d'Italia della loro origine sino ai nostri giorni, vol. II, Venezia 1844, pp. 9–187 (italià)
- Gaspare Ribuffi, Guida di Ravenna, Ravenna 1835, p. 28 (breve cronologia del seminario) (italià)
- Pius Bonifacius Gams, Series episcoporum Ecclesiae Catholicae, Leipzig 1931, pp. 716–718(llatí)
- Konrad Eubel, Hierarchia Catholica Medii Aevi, vol. 1 Arxivat 2019-07-09 a Wayback Machine., p. 415; vol. 2 Arxivat 2018-10-04 a Wayback Machine., p. 221; vol. 3 Arxivat 2019-03-21 a Wayback Machine., p. 283; vol. 4 Arxivat 2018-10-04 a Wayback Machine., p. 292; vol. 5, p. 329; vol. 6, p. 353 (llatí)

### Per la seu de Cervia
- La diòcesi de Cervia a Catholic Hierarchy (anglès)
- La diòcesi de Cervia a Giga Catholic (anglès)
- Història Arxivat 2016-03-03 a Wayback Machine. i Cronologia Arxivat 2015-06-21 a Wayback Machine. de Cervia (de la pàgina de l'arxidiòcesi) (italià)
- Francesco Lanzoni, Le diocesi d'Italia dalle origini al principio del secolo VII (an. 604), vol. II, Faenza 1927, pp. 713-714
- Giuseppe Cappelletti, Le Chiese d'Italia della loro origine sino ai nostri giorni, vol. II, Venezia 1844, pp. 557–578 (italià)
- Pius Bonifacius Gams, Series episcoporum Ecclesiae Catholicae, Leipzig 1931, pp. 680–681 (llatí)
- Konrad Eubel, Hierarchia Catholica Medii Aevi, vol. 1 Arxivat 2019-07-09 a Wayback Machine., p. 183; vol. 2 Arxivat 2018-10-04 a Wayback Machine., p. 126; vol. 3 Arxivat 2019-03-21 a Wayback Machine., pp. 163-164; vol. 4 Arxivat 2018-10-04 a Wayback Machine., p. 146; vol. 5, p. 155; vol. 6, p. 160 (llatí)